# Montignac-le-Coq

Montignac-le-Coq este o comună în departamentul Charente, Franța. În 1 ianuarie 2022 avea o populație de 134 de locuitori.